# ذي عرام العليا (حبيش)

تعديل مصدري - تعديل

ذي عرام العليا محلة تابعة لقرية ذي عرام، التابعة لعزلة وادي المعقاب بمديرية حبيش إحدى مديريات محافظة إب في الجمهورية اليمنية، بلغ تعداد سكانها 112 حسب تعداد اليمن لعام 2004.